# La sangre brota
Pour plus de détails, voir Fiche technique et Distribution.
La sangre brota est un film germano-franco-argentin réalisé par Pablo Fendrik, sorti en 2008.

## Synopsis
Arturo est un paisible chauffeur de taxi qui doit réunir deux mille dollars dans les vingt-quatre heures. Ramiro, son fils ainé, qui les a quittés quatre ans plus tôt, vient d'appeler de Houston pour leur demander de l'aide d'urgence. Sa femme, Irène, tente de garder leurs économies hors de portée. Le même jour, Leandro, leur fils cadet s'apprête à voler les économies de ses parents pour acheter un stock d'extasy qu'il se destine à vendre sur la côte afin de s'acheter un billet d'avion pour rejoindre son frère. Lorsque chacun se confronte à l'autre pour obtenir cet argent, Arturo se transforme à nouveau en cet homme qui a poussé Ramiro à s'enfuir quatre ans plus tôt.

## Fiche technique
- Titre : La sangre brota
- Titre anglais : Blood Appears
- Réalisation : Pablo Fendrik
- Scénario : Pablo Fendrik
- Musique : Juan Ignacio Bouscayrol
- Photographie : Julián Apezteguia
- Montage : Leandro Aste
- Production : Annette Pisacane, Juan Pablo Gugliotta, Christian Fürst, Ole Landsjöaasen
- Pays d'origine :  Allemagne,  France,  Argentine
- Genre : drame, thriller
- Durée : 100 minutes
- Dates de sortie :
  - France : 18 mai 2008 (festival de Cannes) ; 29 avril 2009 (sortie nationale)

## Distribution
- Arturo Goetz : Arturo
- Nahuel Pérez Biscayart : Leandro
- Guillermo Arengo : MC Enroe
- Stella Gallazzi : Irene
- Ailín Salas : Vanesa
- Guadalupe Docampo : Romina
- Susana Pampín : Marcela
- Germán de Silva : Luis
- Carolina Balbi : Sandra
- Veronica Hassan : Vanesa
- Maya Lesca : Alicia
- Nahuel Viale : Gastón
- Alan Sabbagh : Peluquero
- Ignacio Rogers : Gustavo
- Pochi Ducasse : Pilar
- Walter Pereyra : Virulana
- Guido D'Albo : M. Taylor
- Cristina Sallesses : Mme. Taylor
- Mónica Elizalde : Marta
- Matilde von Großmann : Norma